# Klaus Sonnleitner
Klaus Sonnleitner (* 6. November 1970 in Bad Ischl) ist ein österreichischer Augustiner-Chorherr und seit 2025 der 58. Propst und Lateranensischer Abt des Augustiner-Chorherrenstifts St. Florian in Oberösterreich.

## Leben
Klaus Sonnleitner legte nach seiner Schulzeit an der Handelsakademie die Matura ab und studierte anschließend am Mozarteum in Salzburg. Er promovierte später in Theologie und trat 1997 in das Stift Sankt Florian ein, wo er seither als Chorherr wirkt. Sonnleitner war in verschiedenen Pfarren seelsorglich tätig, darunter in Attnang, Vöcklabruck, Ebelsberg, St. Gotthard, Walding und Herzogsdorf. Zudem wirkte er als Stiftsorganist, Stiftskantor, Musikarchivar und Gastmeister im Stift St. Florian.

### Wirken
Sonnleitner gilt als Kenner des Lebenswerks von Anton Bruckner und als ausgewiesener Orgelexperte. In seiner Dissertation beschäftigte er sich mit dem Werk des Komponisten Augustinus Franz Kropfreiter. Als international gefragter Organist konzertierte er in vielen Ländern Europas, unter anderem gemeinsam mit den St. Florianer Sängerknaben.

### Propst des Stiftes St. Florian und Lateranensischer Abt
Sonnleitner wurde am 6. Februar 2025 vom Konvent des Stiftes St. Florian unter dem Vorsitz von Generalabt Eduard Fischnaller zum neuen Propst und Lateranensischen Abt gewählt. Er folgte damit Propst em. Johannes Holzinger nach, der das Amt seit 2005 innehatte. Der Titel „Lateranensischer Abt“ bezieht sich auf die traditionelle Zugehörigkeit der Augustiner-Chorherrenstifte zur Lateranbasilika in Rom. Am 16. März 2025 wurde er von Bischof Manfred Scheuer benediziert.
In den kommenden Jahren stehen im Stift St. Florian umfangreiche bauliche Maßnahmen an, darunter die Renovierung der Turmhelme der Basilika und die Sanierung von 14 großen Fenstern im Marmorsaal. Außerdem obliegt dem Propst die zukünftige Ausrichtung der Stiftsbetriebe, die rund 70 weltliche Mitarbeiterinnen und Mitarbeiter beschäftigen – etwa in der biologischen Landwirtschaft, der naturnahen Waldbewirtschaftung oder im Kultur- und Wirtschaftssektor.